# Giovanni Battista Zonca
Giovanni Battista Zonca (Brescia, 1728 – Gambara, 1809) è stato un basso italiano.
Era fratello (o nipote) del compositore Giuseppe Zonca.
Zonca riscosse molto successo come cantante d'opera nei teatri italiani a partire dal 1757 (non si sa però quando fu il suo debutto) e negli anni 1761-2 trionfò a Londra. Nel 1763 fu a Mannheim, dove entrò al servizio dell'elettore Carlo Teodoro con uno corrispettivo di 1.000 fiorini annui. Alla corte del principe fu all'apice della sua gloria e nel 1769 per il suo datore di lavoro suonò una glassarmonica, costruita dall'astronomo di corte Christian Mayr. Nel 1771 si esibì al Teatro San Benedetto di Venezia e nel 1787 strappò i suoi ultimi grandi applausi cantando a Monaco nel Castore e Polluce di Georg Joseph Vogler. L'anno successivo si stabilì definitivamente a Gambara e la sua ultima apparizione nel palcoscenico la si ebbe a Padova nel 1800 con La bandiera d'ogni vento di Giuseppe Farinelli.
Mozart in una sua lettera del 27 dicembre 1780 giudicò Zonca un cantante molto espressivo, tanto che avrebbe voluto comporre la parte di Idomeneo per lui.
| Controllo di autorità | VIAF (EN) 18304318 · ISNI (EN) 0000 0000 2632 7475 · SBN INTV043975 · CERL cnp00607373 · GND (DE) 129490849 |